# Ołeksandriwka (rejon biłozerski)
Ołeksandriwka (ukr. Олександрівка) – wieś na południu Ukrainy, w obwodzie chersońskim, w rejonie biłozerskim. Położona na brzegu Limanu Dniepru. Miejscowość liczy 2596 mieszkańców. Na jej terenie znajduje się latarnia morska.

## Historia
Wieś założona w 13 sierpnia 1781 roku w dobrach Piotra Rumiancewa. Na wysokim brzegu limanu na terenie wsi istniała w I-III wieku osada związana z Olbią.

## Zabytki i osobliwości
- Ślady wału obronnego starożytnej osady z I-III wieku.
- Mogiła kozaka Konoszka z 1782 roku.
- Latarnia morska z 1952 roku.